# Діннань цзєдуши
Діннань цзєдуши (спрощ.: 定难節度使; піньїнь: Dìng Nán Jié Dù Shǐ), також відома як «Ся Суй цзєдуши» (спрощ.: 夏绥節度使; піньїнь: Xià Suí Jié Dù Shǐ) — політично-адміністративна посада військового губернатора (цзєдуши) провінції, що існувала на територіях стародавнього царства Ся за часів кінця династії Тан, протягом періоду п'яти династій і десяти держав і на початку часів Династії Сун стародавнього Китаю. Територіально до провінції входили:
- Сяджоу (укр. Префектура Ся) (нині повіт Цзінбянь, провінція Шеньсі);
- Юджоу (укр. Префектура Ю) (нині північна частина провінції Шеньсі та південна частина Внутрішньої Монголії);
- Їньджоу (укр. Префектура Їнь) (нині місто Юйлінь на рівні префектури, провінція Шеньсі);
- Суйджоу (укр. Префектура Суй) (нині повіт, що входить до префектури Юйлінь, провінція Шеньсі);
- Цзінджоу (укр. Префектура Цзін) (нині повіт, що входить до префектури Юйлінь, провінція Шеньсі).

Посада була введена китайським імператором у 884 році. Першим на цю посаду був призначений очільник союзу тибето-бірманських племен мінья (тангути) Лі Сиґун за суттєву допомогу, яку він надав китайському імператору у придушенні селянського повстання Хуан Чао, за що, був удостоєний титулу вана з правом передачі його від батька до сина. Попри номінальне підпорядкування центральним правлячим династіям, де-факто, провінція була незалежною, що з часом вилилося у виокремлення її у окрему незалежну державу Західну Ся (Сі Ся).

## Правителі, які обіймали посаду
| Ім'я правителя: | Ім'я правителя: | Ім'я правителя: | Роки:    | Роки:     |
| китайською      | піньїнь         | українською     | життя    | правління |
| --------------- | --------------- | --------------- | -------- | --------- |
| 李思恭          | Lǐ Sīgōng       | Лі Сиґун        | ?-886    | ?-886     |
| 李思谏          | Lǐ Sījiàn       | Лі Сицзянь      | ?-908    | ?-908     |
| 李仁祐          | Lǐ Rényòu       | Лі Женью        |          |           |
| 李彝昌          | Lǐ Yíchāng      | Лі Їчан         |          | 908-909   |
| 李仁福          | Lǐ Rénfú        | Лі Женьфу       | ?-933    | 909-933   |
| 李仁福          | Lǐ Yíchāo       | Лі Їчао         | ?-935    | 933-935   |
| 李彝興          | Lǐ Yíxìng       | Лі Їсін         | ?-967    | 935-967   |
| 李克睿          | Lǐ Kèruì        | Лі Кежуй        | ?-978    | 967-978   |
| 李继筠          | Lǐ Jìyún        | Лі Цзіюнь       | ?-980    | 978-980   |
| 李继捧          | Lǐ Jìpěng       | Лі Цзіпен       | ?-1004   | 980-982   |
| 李继迁          | Lǐ Jìqiān       | Лі Цзіцянь      | 963-1004 | 982-1004  |
| 李德明          | Lǐ Démíng       | Лі Демін        | 981-1032 | 1004-1032 |